# Aleurocybotus graminicolus
Aleurocybotus graminicolus es un hemíptero de la familia Aleyrodidae, con una subfamilia: Aleyrodinae. Fue descrita científicamente en 1899 por Quaintance.